# الصلب (بني سعد)

تعديل مصدري - تعديل

الصلب هي إحدى قرى عزلة دير الشريف بمديرية بني سعد التابعة لمحافظة المحويت، بلغ تعداد سكانها 325 نسمة حسب تعداد اليمن لعام 2004.